# Clase Aresa PVC-160
La clase Aresa PVC-160 (Patrullera de Vigilancia Costera) es una serie de patrulleras de la Armada Española diseñadas y fabricadas por el astillero Aresa (hoy llamado Drassanes d'Arenys, S.A.), de Arenys de Mar (Barcelona). La estructura del casco es de tipo sándwich, construido de poliéster y fibra de vidrio. Las embarcaciones disponen de dos líneas de eje y dos timones.

## Historial

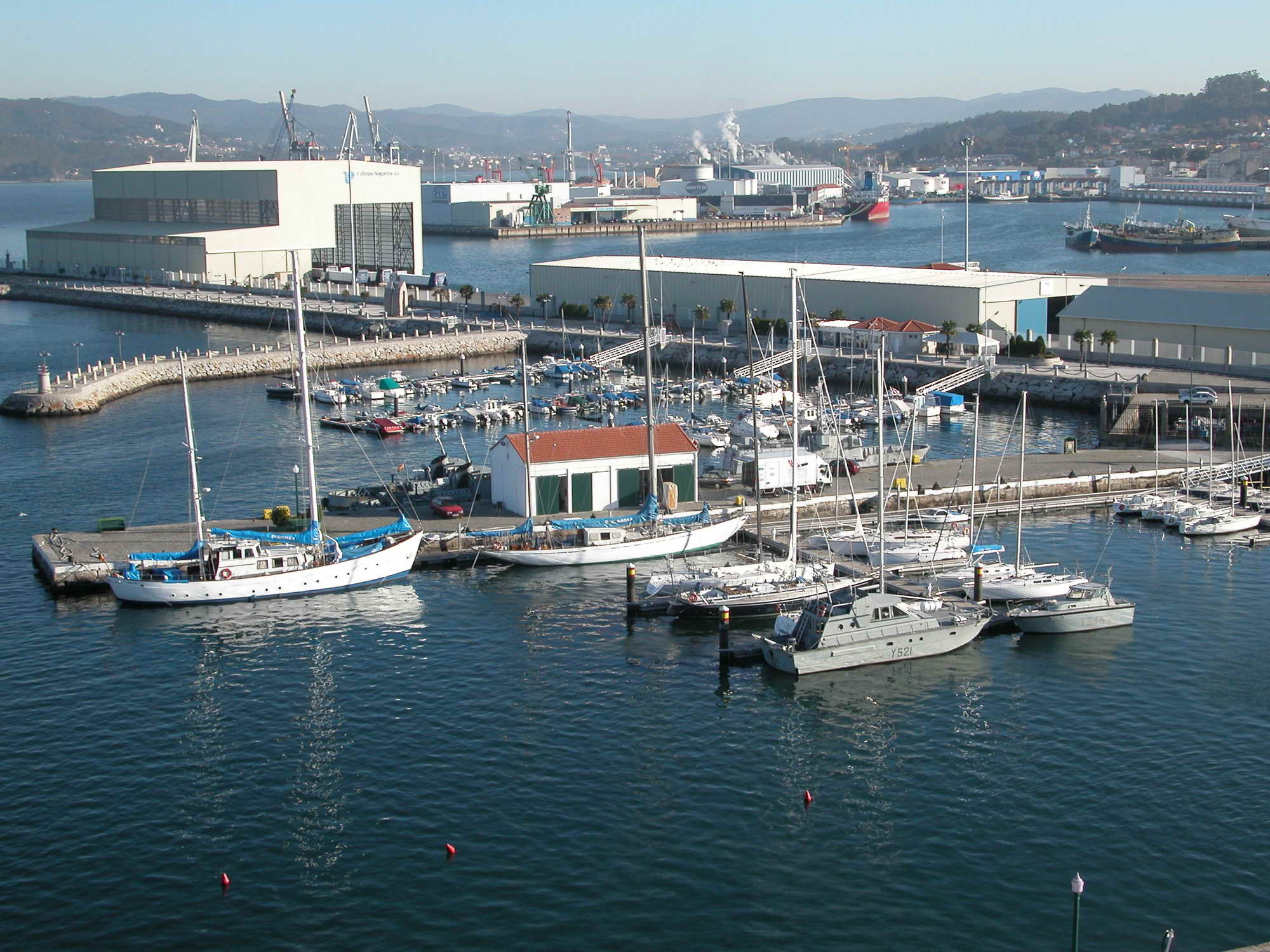
Otra vista de la Y-521 (en el centro de la imagen).

Aunque fueron entregadas como patrulleras (de ahí su designación, como se ha indicado), la puesta en funcionamiento del Servicio Marítimo de la Guardia Civil a partir de 1992 provocó que la Armada diera de baja buena parte de sus buques de patrulla de pequeño tamaño, al ser asumidas sus funciones por dicho Cuerpo. De este modo, y al ser embarcaciones que entonces tenían todavía pocos años, la gran mayoría fueron transferidas al llamado Tren Naval, como falúas y lanchas de transporte de personal. De las 23 adquiridas sólo quedan en servicio dos como patrulleras, la P-111 y la P-114, aunque 10 más permanecen en el Tren Naval. 

## Componentes
España -  Francia -  Estados Unidos -  Reino Unido

### Estructura
| Sistema | País              | Fabricante | Notas |
| ------- | ----------------- | ---------- | ----- |
| Casco   | Bandera de España | Aresa      |       |

### Electrónica
| Sistema             | País                    | Fabricante  | Notas                   |
| ------------------- | ----------------------- | ----------- | ----------------------- |
| Radar de superficie | Bandera del Reino Unido | Decca Radar | 1 unidad del modelo 110 |

### Armamento
| Sistema                 | País                      | Fabricante            | Notas                                        |
| ----------------------- | ------------------------- | --------------------- | -------------------------------------------- |
| Ametralladoras medianas | Bandera de Estados Unidos | Browning Arms Company | 1 unidad M2 HB Mk-26 Mod.9 de 12,7 mm a proa |

### Propulsión
| Sistema | País                                   | Fabricante                   | Notas       |
| ------- | -------------------------------------- | ---------------------------- | ----------- |
| Motor   | Bandera de Francia · Bandera de España | Moteurs Baudouin Interdiesel | 2 × DNP-350 |

## Unidades
| Código | Nombre | Número de serie | Año de entrada en servicio | Año de baja | Base     | Observaciones |
| ------ | ------ | --------------- | -------------------------- | ----------- | -------- | ------------- |
| P-114  |        |                 | 1979                       | En servicio | Ayamonte |               |

- Datos: Q5771284